# 환관

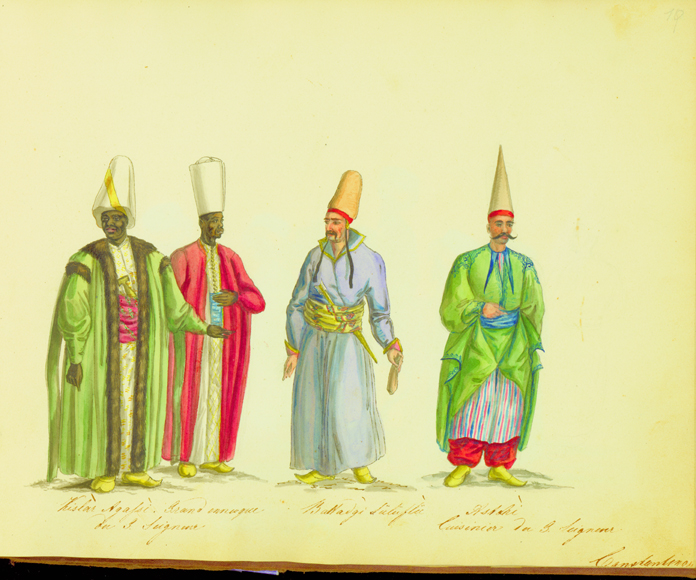

환관(宦官)은 거세를 받아야 하는 일의 종사자인 '환자'(宦者) 중, 특히 정부에 고용되어 일한 자를 가리킨다. 전근대에선 주로 귀족 세력이 약할 때 환관들이 힘을 얻는 경우가 많았다. 따라서 파트리키 등이 강대했던 고대 로마에서는 환관들이 설칠 수 없었으나 귀족들이 약해진 동로마에서는 환관들에 의한 문제가 일어났다.

## 동아시아의 환관

### 중국
조선의 환관과 달리 중국의 환관은 완전거세를 하여 음경까지 제거하였다. 중국의 환관은 음경과 고환을 항아리나 함에 담아 보관하는 관례가 있었다. 음경을 보관하는 상자나 항아리에는 뚜껑을 덮고 그걸 종이로 밀봉한 뒤 환관 최고위직인 태감의 직인을 찍었다. 중국의 환관은 완전거세를 했으나 채호라는 이름으로 궁녀와의 사실혼이 묵인되었다 전해진다. 제지술을 개발한 채륜과 환관 역사상 가장 높은 신분에 올랐던 조등, 아프리카까지 해양 대원정을 성공시켰던 정화등이 유명한 환관이다. 명나라 태조 주원장은 환관에 대해 매우 혹독한 정책을 펴며 환관의 정치 간여를 엄격히 금했다. 그러나 제3대 영락제때 환관 정치가 부활하여 명황조 말기까지 이어졌는데 이로인해 명나라는 '환관의 나라'로 전락하였다.

### 조선
조선시대에는 연산군 때 환관 김자원이 전횡을 일삼았으며 왕명의 출납을 악용한 것으로도 유명하다. 한편, 연산군의 폭정에 대해서 굴복하지 않은 김처선 등의 의로운 일화도 전해진다. 한국의 환관은 여자와 결혼해 아이를 입양하기도 했는데, 당시 일반 백성은 성씨가 다른 아이를 입양하지 못하게 된 것과는 다르게 성씨가 다른 아이를 입양하는 것도 허용되었다.

### 오스만 제국의 환관
오스만 제국의 하렘에서 환관을 고용했다.